# Ярош, Анатолий Петрович
Анато́лий Петро́вич Я́рош (род. 25 октября 1952, Перевальск, Ворошиловградская область) — советский украинский легкоатлет, специалист по толканию ядра. Выступал за сборную СССР по лёгкой атлетике в 1970-х годах, обладатель серебряной медали Универсиады в Риме, победитель и призёр первенств всесоюзного значения, участник летних Олимпийских игр в Москве. Мастер спорта СССР международного класса. Тренер по лёгкой атлетике.

## Биография
Анатолий Ярош родился 26 октября 1952 года в городе Перевальске Ворошиловградской области Украинской ССР.
Занимался лёгкой атлетикой в Ворошиловграде, состоял в добровольных спортивных обществах «Авангард» и «Динамо».
Впервые заявил о себе на международном уровне в сезоне 1973 года, когда вошёл в состав советской сборной и выступил в толкании ядра на чемпионате Европы в помещении в Роттердаме, где в зачёте толкания ядра занял 11-е место.
В 1974 году выиграл бронзовые медали на зимнем и летнем чемпионатах СССР в Москве, стал пятым на чемпионате Европы в помещении в Гётеборге.
Будучи студентом, в 1975 году представлял Советский Союз на Универсиаде в Риме — с результатом 19,11 завоевал серебряную награду, уступив только представителю Канады Бишопу Долегевичу.
В 1976 году одержал победу на зимнем чемпионате СССР в Москве, показал четвёртый результат на чемпионате Европы в помещении в Мюнхене, взял бронзу на летнем чемпионате СССР в Киеве.
В 1977 году был лучшим на зимнем чемпионате СССР в Минске и в матчевой встрече со сборной США в Сочи.
На чемпионате Европы 1978 года в Праге изначально занял шестое место, но после допинговой дисквалификации серебряного призёра Евгения Миронова переместился на пятую позицию. На последовавшем чемпионате СССР в Тбилиси оказался четвёртым (в связи с аннулированием результата Миронова получил бронзовую награду).
В 1979 году на домашних соревнованиях в Ворошиловграде установил свой личный рекорд в толкании ядра в закрытых помещениях — 20,62 метра. Помимо этого, выиграл серебряную медаль на зимнем чемпионате СССР в Минске, стал пятым на чемпионате Европы в помещении в Вене, выиграл бронзовую медаль на чемпионате страны в рамках VII летней Спартакиады народов СССР в Москве.
В феврале 1980 года победил на зимнем чемпионате СССР в Москве, тогда как в июле установил личный рекорд на открытом стадионе — 20,95 метра. Благодаря череде удачных выступлений удостоился права защищать честь страны на летних Олимпийских играх в Москве — в финале толкания ядра показал результат 19,93 метра, расположившись в итоговом протоколе соревнований на девятой строке. Также в этом сезоне добавил в послужной список золотую награду, добытую на летнем чемпионате СССР в Донецке.
Завершил спортивную карьеру по окончании сезона 1983 года.
Впоследствии проявил себя на тренерском поприще. Работал тренером в специализированной детско-юношеской школе олимпийского резерва Луганского областного совета «Динамо» по лёгкой атлетике, в штатной команде МВД, в Школе высшего спортивного мастерства.